# سیارک ۲۴۳۰۸
سیارک ۲۴۳۰۸ (به انگلیسی: 24308 Cowenco، نامگذاری:1999YC9) بیست و چهار هزار و سیصد و هشتمین سیارک کشف شده‌است که در ۲۹ دسامبر ۱۹۹۹ کشف شد.
قدر مطلق سیارک برابر ۲۱.۴ است.